# Мажиев, Бальжинима
Бальжинима Мажиев (17 января 1917 года — 27 июня 2000 года, Хара-Шибирь, Агинский Бурятский автономный округ, Читинская область) — советский хозяйственный, государственный и политический деятель, председатель колхоза имени Кирова Могойтуйского района Читинской области. Герой Социалистического Труда (1957).

## Биография
Родился в 1917 году в семье скотовода в улусе Турга Оловяннинского района Читинской области. В раннем возрасте осиротел. Занимался батрачеством. В 13 лет поступил в школу. Окончил пять классов. Во время учёбы в школе вступил в комсомол. Был секретарём территориальной комсомольской организации. С 1935 года — на хозяйственной, общественной и политической работе. С восемнадцатилетнего возраста возглавлял колхоз имени Кирова Могойтуйского района до призыва в 1938 году на срочную службу в Красную Армию. Служил в Приморском крае. После армии возвратился в колхоз на прежнюю должность. Член ВКП(б).
Участвовал в Великой Отечественной войне. Воевал разведчиком-артиллеристом, старшим разведчиком, командиром разведчиков в составе 6-й батареи гаубичной артиллерийской бригады разрушения 3-й гвардейской артиллерийской дивизии прорыва Резерва Главного Командования. Получил два ранения. Войну окончил в Кенигсберге в звании главного сержанта. До осени 1945 года служил в составе особых подразделений при освобождении Литовской ССР от националистов. После демобилизации осенью 1945 года возвратился на родину. Был заведующим районным земельным отделом, отделом животноводства, районным отделом сельского хозяйства Могойтуйского района (1945—1948).
В 1948 году был назначен председателем колхоза имени Кирова Могойтуйского района, который возглавлял до 1985 года. Во время его руководства в колхозе были возведены многочисленные производственные и социальные объекты. Были несколько десятков жилых домов, Дворец культуры, трёхэтажная школа на 600 мест. Колхоз принял многочисленных переселенцев из различных мест СССР. В 1954 году колхоз имени Кирова посетил Никита Хрущёв.
Указом Президиума Верховного Совета СССР от 14 декабря 1957 года за «успехи в деле развития сельского хозяйства и получение высоких показателей по производству продуктов сельского хозяйства» удостоен звания Героя Социалистического Труда с вручением ордена Ленина и золотой медали «Серп и Молот».
Избирался депутатом Совета Национальностей Верховного Совета СССР 3-го, 4-го, 5-го, 6-го созывов от Агинского Бурят-Монгольского округа. Неоднократно участвовал во Всесоюзной выставке ВДНХ.
В 1985 году вышел на пенсию. С 1990 года — глава администрации села Хара-Шибирь.
В 1985 и 1995 годах принимал участие в Параде Победы на Красной площади.
Умер в 2000 году в селе Хара-Шибирь.

## Награды
- Герой Социалистического Труда (1957)
- Орден Октябрьской Революции (08.04.1971)
- Орден Красной Звезды — дважды
- Орден Дружбы (07.02.1996)
- Орден Трудового Красного Знамени — трижды (09.03.1948; 22.03.1966; 11.12.1973)
- Медаль «За отвагу» (22.02.1944)
- Медаль «За трудовую доблесть» (25.12.1959)
- 7 золотых, серебряных и бронзовых медалей ВДНХ
- Заслуженный работник сельского хозяйства РСФСР (1951)
- Почётный гражданин Агинского Бурятского автономного округа (1981)
- Почётный гражданин Читинской области (1997)

## Память
- Его именем названа улицы в посёлках Агинское и Могойтуй.
- Его имя присвоено школе в селе Хара-Шибирь.
- В посёлке Агинское на Аллее героев установлен бронзовый бюст Героя Социалистического Труда.
- В Агинском национальном музее имени Г. Цыбикова находится постоянная экспозиция, посвящённая трудовым подвигам Бальжинимы Мажиева.
- В 1974 году вышел документальный фильм «Наперехват солнцу», посвящённый Герою Социалистического Труда.
- С 2000 года в селе Хара-Шибирь проводится традиционный окружной турнир по вольной борьбе среди юношей на призы памяти Героя Социалистического Труда.